# Srikanthakati
 (mars 2019).
Srikanthakati est un village dans le district de Pirojpur dans la division de la Barisal dans le Sud-Ouest du Bangladesh.

## Source
- (en) Cet article est partiellement ou en totalité issu de l’article de Wikipédia en anglais intitulé « Srikanthakati » (voir la liste des auteurs).